# Franz Osborn
Franz Osborn   (Berlín, 11 de juliol de 1905 - Basilea, 8 de juny de 1955) fou un pianista alemany. El seu pare Max Osborne va ser crític d'art.

## Biografia
Va estudiar a Berlín amb Leonid Kreutzer, però sobretot en privat amb Artur Schnabel; També va estudiar composició amb Franz Schreker. A la dècada de 1920 va fer concerts a Berlín (junt amb Emmanuel Feuermann). Juntament amb Kreutzer, Bruno Eisner i Georg Bertram, va gravar el Concert per a quatre claves i orquestra d'Antonio Vivaldi amb l'Orquestra Filharmònica de Berlín, director Heinz Unger. El repertori d'Osborne va ser dominat per Beethoven.
Amb l'ascens dels nazis, va fugir a la Gran Bretanya. On tingué una activitat continuada de concerts; el llavors jove Benjamin Britten l'any 1934 va descriure en el seu diari la seva interpretació de les Variacions simfòniques de César Franck com a pesada i insensible. Amb l'esclat de la Segona Guerra Mundial, sent un refugiat jueu d'Alemanya, va ser tanmateix internat a Lingfield com a subjecte d'una potència hostil. En els anys de la postguerra, va donar concerts amb orquestres angleses, inclosa la BBC Symphony Orchestra (directors Basil Cameron, Malcolm Sargent), va gravar diverses sonates de Beethoven per a violí i piano (amb Max Rostal), i també va actuar amb el trompa Dennis Brain.
Estava casat amb June Capel (1920–2006), filla de l'esportista i empresari Arthur Capel (més conegut pel seu romanç amb Coco Chanel). El seu fill Christopher Osborne va causar un escàndol entre bastidors al sistema educatiu britànic, ja que se li va negar l'admissió a l'Eton College com a fill d'un estranger; June Osborne es va acostar informalment al filòsof graduat d'Eton A.J.
Va morir a Basilea. 50 anys.